# CRS Auto Engineers
CRS Auto Engineers Ltd. war ein britischer Hersteller von Automobilen.

## Unternehmensgeschichte
Das Unternehmen aus dem Londoner Stadtteil Foots Cray begann 1960 mit der Produktion von Automobilen. Der Markenname lautete CRS. 1961 endete die Produktion.

## Fahrzeuge
Im Angebot standen sportliche Fahrzeuge. Die Basis bildete ein selbst entwickeltes Fahrgestell. Darauf wurde eine Karosserie aus Fiberglas montiert, die in vielen Fällen von E. B. Debonair stammte. Viele mechanische Teile des Ford Prefect (E 93 A) wurden verwendet.